# Matrice hessiana
In analisi matematica, la matrice hessiana di una funzione di {\displaystyle n} variabili a valori in un campo di scalari, anche detta matrice di Hesse o semplicemente hessiana (o ultragradiente), è la matrice quadrata {\displaystyle n\times n} delle derivate parziali seconde della funzione. Il nome è dovuto a Ludwig Otto Hesse.

## Definizione
Data una funzione reale di {\displaystyle n} variabili reali {\displaystyle f\colon \mathbb {R} ^{n}\to \mathbb {R} }, se tutte le sue derivate parziali seconde esistono, allora si definisce matrice hessiana della funzione {\displaystyle f} la matrice {\displaystyle \operatorname {H} _{f}(\mathbf {x} )} data da:
{\displaystyle \operatorname {H} _{f}={\begin{bmatrix}\displaystyle {\frac {\partial ^{2}f}{\partial x_{1}^{2}}}&\displaystyle {\frac {\partial ^{2}f}{\partial x_{1}\,\partial x_{2}}}&\cdots &\displaystyle {\frac {\partial ^{2}f}{\partial x_{1}\,\partial x_{n}}}\\\displaystyle {\frac {\partial ^{2}f}{\partial x_{2}\,\partial x_{1}}}&\displaystyle {\frac {\partial ^{2}f}{\partial x_{2}^{2}}}&\cdots &\displaystyle {\frac {\partial ^{2}f}{\partial x_{2}\,\partial x_{n}}}\\\vdots &\vdots &\ddots &\vdots \\\displaystyle {\frac {\partial ^{2}f}{\partial x_{n}\,\partial x_{1}}}&\displaystyle {\frac {\partial ^{2}f}{\partial x_{n}\,\partial x_{2}}}&\cdots &\displaystyle {\frac {\partial ^{2}f}{\partial x_{n}^{2}}}\end{bmatrix}},\qquad (\operatorname {H} _{f})_{ij}={\frac {\partial ^{2}f}{\partial x_{i}\,\partial x_{j}}},}
cui si associa l'operatore:
{\displaystyle \operatorname {H} _{ij}={\frac {\partial ^{2}}{\partial x_{i}\,\partial x_{j}}}.}
L'hessiana di fatto rappresenta la jacobiana del gradiente, sinteticamente:
{\displaystyle \operatorname {H} =\operatorname {J} \cdot \nabla .}

## Derivate miste e simmetria dell'hessiana
Gli elementi fuori dalla diagonale principale nell'hessiana sono le derivate miste della funzione {\displaystyle f}. Con opportune ipotesi, vale il teorema seguente:
{\displaystyle {\frac {\partial }{\partial x}}\left({\frac {\partial f}{\partial y}}\right)={\frac {\partial }{\partial y}}\left({\frac {\partial f}{\partial x}}\right).}
Questa uguaglianza si scrive anche come:
{\displaystyle \partial _{xy}f=\partial _{yx}f.}
In termini formali: se tutte le derivate seconde di {\displaystyle f} sono continue in una regione {\displaystyle \Omega }, allora l'hessiana di {\displaystyle f} è una matrice simmetrica in ogni punto di {\displaystyle \Omega }. La veridicità di questa affermazione è nota come teorema di Schwarz.

## Punti critici e discriminante
Se il gradiente della funzione {\displaystyle f} è nullo in un punto {\displaystyle \mathbf {x} } appartenente al dominio della funzione, allora {\displaystyle f} in {\displaystyle \mathbf {x} } ha un punto critico. Il determinante dell'hessiana (detto semplicemente hessiano) in {\displaystyle \mathbf {x} } è anche detto discriminante in {\displaystyle \mathbf {x} }. Se questo determinante è zero allora {\displaystyle \mathbf {x} } è chiamato punto critico degenere della {\displaystyle f}. Negli altri punti viene chiamato non degenere.

## Test per la derivata seconda
Il seguente criterio può essere applicato in un punto critico {\displaystyle \mathbf {x} } non degenere:
- se l'hessiana è una matrice definita positiva in {\displaystyle \mathbf {x} }, allora {\displaystyle f} ha un minimo locale in {\displaystyle \mathbf {x} };

- se l'hessiana è una matrice definita negativa in {\displaystyle \mathbf {x} }, allora {\displaystyle f} ha un massimo locale in {\displaystyle \mathbf {x} };

- se l'hessiana ha almeno due autovalori di segno opposto, allora {\displaystyle \mathbf {x} } è un punto di sella per {\displaystyle f}.

Altrimenti il test è inconclusivo. Si noti che per hessiane semidefinite positive e semidefinite negative il test è inconclusivo. Quindi, possiamo vedere di più dal punto di vista della teoria di Morse.
Tenuto conto di quanto è stato appena detto, il test per le derivate seconde per funzioni di una e due variabili sono semplici.
In una variabile, l'hessiana contiene appena una derivata seconda:
- se questa è positiva, allora {\displaystyle x} è un minimo locale, se questa è negativa, allora {\displaystyle x} è un massimo locale;

- se questa è zero, allora il test è inconclusivo.

In due variabili, può essere usato il determinante, perché è il prodotto degli autovalori:
- se questo è positivo, allora gli autovalori sono entrambi positivi, o entrambi negativi;

- se questo è negativo, allora i due autovalori hanno differente segno;

- se questo è zero, allora il test della derivata seconda è inconclusivo.

## Funzioni a valori vettoriali
Se {\displaystyle f} è invece una funzione a valori vettoriali, cioè se
{\displaystyle f\colon \mathbb {R} ^{m}\to \mathbb {R} ^{n},}
allora il vettore delle derivate parziali seconde non è una matrice, ma un tensore di rango 3.